# Dicranomyia penita
Dicranomyia penita är en tvåvingeart som först beskrevs av Alexander 1936.  Dicranomyia penita ingår i släktet Dicranomyia och familjen småharkrankar. Inga underarter finns listade i Catalogue of Life.